# Jacques Ardouin
Pour les articles homonymes, voir Ardouin.
Jacques Ardouin, né Jacques Jean Henri Ardouin le 6 novembre 1937 à Paris et mort le 21 août 2002 à Quincy-sous-Sénart, est un acteur, metteur en scène et réalisateur français.
Il a suivi les cours au Conservatoire national supérieur d'art dramatique (promotion 1961).
Pour la série d'émissions de télévision, Au théâtre ce soir réalisées par Pierre Sabbagh, diffusées par l'ORTF et enregistrées au théâtre Marigny à Paris, Jacques Ardouin fut tantôt acteur et tantôt metteur en scène selon le cas.
il est inhumé au cimetière parisien de Pantin dans la 38e division.

## Filmographie

### Acteur

#### Cinéma
- 1973 : Il n'y a pas de fumée sans feu d'André Cayatte
- 1973 : Le Concierge de Jean Girault Valentin
- 1974 : Le Protecteur de Roger Hanin
- 1975 : Les Chevaliers de la croupe d'Eddy Naka, Jacques Erdoux
- 1979 : On efface tout de Pascal Vidal Louis XVI
- 1980 : La Boum de Claude Pinoteau père de Raoul
- 1981 : Prends ta Rolls et va pointer de Richard Balducci l'ingénieur Rolls Royce
- 1982 : N'oublie pas ton père au vestiaire... de Richard Balducci
- 1983 : Salut la puce de Richard Balducci
- 1987 : Association de malfaiteurs de Claude Zidi, un homme d'affaires
- 1993 : Aéroport d'Éric Magnan

#### Télévision
- 1963 : Le Scieur de long de Marcel Bluwal
- 1966 : En votre âme et conscience, épisode : La Mort de Sidonie Mertens de  Marcel Cravenne
- 1973 : Les yeux qui hurlent de Bernard Maigrot médecin
- 1977 : Minichronique de Jean-Marie Coldefy, scénario René Goscinny, épisodes La Croisière et Les Touristes
- 1979 : Othello d'Yves-André Hubert (TV) : Duc de Venise
- 1979 : Il était un musicien, épisode Monsieur Stravinski de Roger Hanin, Diaghilev
- 1979 : Il était un musicien, épisode Monsieur Albeniz de Claude Lallemand, médecin
- 1990 : La mort a dit peut-être d'Alain Bonnot, patron d'Hervé
- 1990 : Le Congrès de Claude Guillemot, l'agent de change
- 1994 : Les Cordier, juge et flic : L'Assassin des beaux quartiers d'Alain Bonnot, Vernon

#### Au théâtre ce soir
- 1967 : Topaze de Marcel Pagnol, mise en scène Marcelle Tassencourt, réalisation Pierre Sabbagh, théâtre Marigny, Topaze
- 1973 : Marie-Octobre de Jacques Robert, Julien Duvivier, Henri Jeanson, mise en scène André Villiers, réalisation Georges Folgoas, théâtre Marigny, Le Guéven
- 1973 : La Locandiera de Carlo Goldoni, mise en scène Jacques Ardouin, réalisation Georges Folgoas, théâtre Marigny, rôle du comte
- 1974 : Édouard, mon fils de Robert Morley et Noel Langley, mise en scène Jacques Ardouin, réalisation Georges Folgoas, théâtre Marigny, Burton
- 1974 : La Mare aux canards de Marc Cab et Jean Valmy, mise en scène Robert Manuel, réalisation Georges Folgoas, théâtre Marigny, Tissereau
- 1974 : Madame Sans Gêne de Victorien Sardou et Émile Moreau, mise en scène Michel Roux, réalisation Georges Folgoas, théâtre Marigny, Savary, duc de Rovigo
- 1974 : La Ligne de chance d'Albert Husson, mise en scène Jacques Ardouin, réalisation Georges Folgoas, théâtre Marigny, Auguste
- 1975 : Dix minutes d'alibi d'Anthony Armstrong, mise en scène Jacques Ardouin, réalisation Pierre Sabbagh, théâtre Édouard VII, Pember
- 1975 : La Complice de Jacques Rémy d'après un roman de Louis C. Thomas, mise en scène Jacques Ardouin, réalisation Pierre Sabbagh, théâtre Édouard VII, Chambreuil
- 1975 : Trésor party de Bernard Régnier d'après un roman de Wodehouse, uniquement mise en scène, réalisation Pierre Sabbagh, théâtre Édouard VII
- 1975 : La Mandragore de Roland Jouve d'après Machiavel, mise en scène Jacques Ardouin, réalisation Pierre Sabbagh, théâtre Édouard VII, Machiavel
- 1976 : Week-end de Noël Coward, mise en scène Jacques Ardouin, réalisation Pierre Sabbagh, théâtre Édouard VII, Richard Greatham
- 1977 : Le Juste Milieu de Berry Callaghan, mise en scène Jacques Ardouin, réalisation Pierre Sabbagh, théâtre Marigny, John
- 1977 : L'École des cocottes de Paul Armont et Marcel Gerbidon, mise en scène Jacques Ardouin, réalisation Pierre Sabbagh, théâtre Marigny, Racinet
- 1977 : Nuit folle de Paul Gerbert, mise en scène Jacques Ardouin, réalisation Pierre Sabbagh, théâtre Marigny, Donald
- 1978 : Le Sac d'André Lang, mise en scène uniquement, réalisation Pierre Sabbagh, théâtre Marigny
- 1978 : L'Amant de cœur de Louis Verneuil, mise en scène Robert Manuel, réalisation Pierre Sabbagh, théâtre Marigny, Lucien
- 1979 : Zozo de Jacques Mauclair, mise en scène Jacques Ardouin, réalisation Pierre Sabbagh, théâtre Marigny, Lelièvre
- 1979 : Un amour exemplaire de Maurice Horgues, mise en scène Jacques Ardouin, réalisation Pierre Sabbagh, théâtre Marigny, Pascal
- 1979 : Le Bon débarras de Pierre Barillet & Jean-Pierre Grédy, mise en scène Jacques Ardouin, réalisation Pierre Sabbagh, théâtre Marigny, Parrain
- 1980 : Le Sexe et le néant de Thierry Maulnier, mise en scène Jacques Ardouin, réalisation Pierre Sabbagh, théâtre Marigny, Julien Jullimard
- 1980 : Divorçons de Victorien Sardou, mise en scène Robert Manuel, réalisation Pierre Sabbagh, théâtre Marigny, Adhémar de Gratignan
- 1980 : Comédie pour un meurtre de Jean-Jacques Bricaire et Maurice Lasaygues, mise en scène Dominique Nohain, réalisation Pierre Sabbagh, théâtre Marigny, Guillaume Vasinsky
- 1980 : L'Homme au parapluie de William Dinner et William Morum, uniquement mise en scène, réalisation Pierre Sabbagh, théâtre Marigny
- 1980 : Ninotchka de Melchior Lengyel, adaptation Marc-Gilbert Sauvajon, mise en scène Jacques Ardouin, réalisation Pierre Sabbagh, théâtre Marigny, Ivanov
- 1981 : L'Oiseau de bonheur de Dominique Nohain, mise en scène Jacques Ardouin, réalisation Pierre Sabbagh, théâtre Marigny, le monsieur
- 1981 : Hallucination de Claude Rio, mise en scène Jacques Ardouin, réalisation Pierre Sabbagh, théâtre Marigny, la voix au téléphone
- 1982 : La Maison de l'Estuaire de Marcel Dubois, mise en scène Jacques Ardouin, réalisation Pierre Sabbagh, théâtre Marigny, la voix du cocher
- 1984 : J'y suis, j'y reste de Raymond Vincy et Jean Valmy, mise en scène Robert Manuel, réalisation Pierre Sabbagh, théâtre Marigny, Patrice
- 1984 : Le Diable en personne de Philip King et Fakland Cary, adaptation Jean Marsan, mise en scène Jacques Ardouin, réalisation Pierre Sabbagh, théâtre Marigny, speaker de la radio

### Réalisateur
- 1983 : En cas de guerre mondiale, je file à l'étranger, scénario Jean-Claude Massoulier

## Théâtre

### Comédien
- 1976 : Rosencrantz et Guildenstern sont morts de Tom Stoppard, mise en scène Jean-François Prévand, théâtre de la Plaine, théâtre des Mathurins
- 1977 : Rosencrantz et Guildenstern sont morts de Tom Stoppard, mise en scène Jean-François Prévand, théâtre de Nice
- 1980 : Une chambre pour enfant sage de Didier Decoin, mise en scène Pierre Vielhescaze, théâtre Tristan Bernard
- 1980 : Reviens dormir à l’Élysée de Jean-Paul Rouland et Claude Olivier, mise en scène Michel Roux, Comédie Caumartin
- 1984 : William Ier de Jean-François Prévand et Sarah Sanders, mise en scène Jean-François Prévand, théâtre La Bruyère

### Metteur en scène et acteur
- 1973 : La Complice de Louis C. Thomas et Jacques Rémy, théâtre Daunou
- 1976 : L'École des cocottes de Paul Armont et Marcel Gerbidon, théâtre Hébertot
- 1979 : Le Bon débarras de Barillet et Gredy
- 1987 : Le Petit Prince de ST Exupéry avec G. Gravis, Jean Menaud, Pascal Perréon, D. Royan, F. Roger, B. Pascal, G.Perelman. Théâtre du Lucernaire et tournée mondiale.

### Metteur en scène uniquement
- 1967 : Jeux pour le ciel d'Étienne Bor, au théâtre du Vieux-Colombier
- 1968 : La Terre étrangère de Jean-François Rozan, au théâtre des Mathurins
- 1970 : Ciel, où sont passées les dattes de tes oasis ? de Roger Hanin, au théâtre de la Potinière
- 1970 : La Locandiera de Carlo Goldoni, au théâtre Hébertot
- 1970 : J'ai régné cette nuit de Pierre Sabatier, au théâtre Hébertot
- 1970 : Cyrano de Bergerac d'Edmond Rostand, Théâtre des Célestins (Lyon) avec Jean Marais
- 1977 : Un ouvrage de dames de Jean-Claude Danaud, Café-théâtre le Plateau Beaubourg
- 1980 : Madame Rose est au Parfum de Maurice Horgues (Tournées Baret)
- 1980 : Du canard au sang pour Mylord de Claude Rio, théâtre Tristan Bernard
- 1986 : Après la rose c'est le bouquet, revue Théâtre des deux Anes, avec Pierre-Jean Vaillard, Maria Sandrini, Ph. Ariotti, Pascal Perréon, J.M. Molé.
- 2001 : L’Oursin de Francis Blanche (après le Festival d'Avignon de 2001, représentée au théâtre du Petit Hébertot de juin à octobre 2004).